# Sverre Fehn
Sverre Fehn (* 14. August 1924 in Kongsberg; † 23. Februar 2009 in Oslo) war ein norwegischer Architekt der Moderne, Professor und Pritzker-Preisträger.

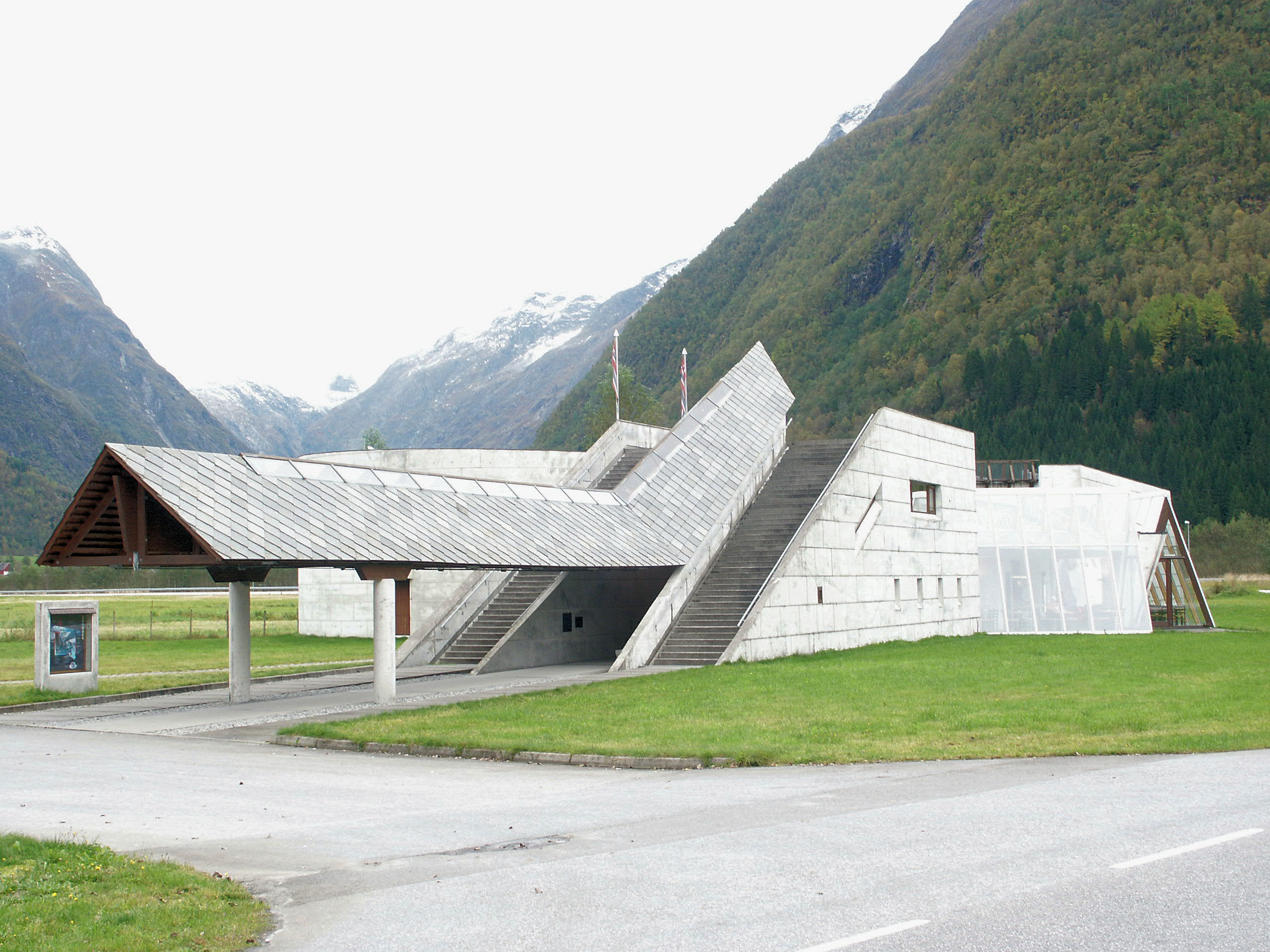
Das Gletschermuseum in Fjærland, Norwegen von Sverre Fehn

## Werdegang
Fehn schloss das Architekturstudium in Oslo 1949 ab und eröffnete ein eigenes Büro. Zwischen 1952 und 1953 reiste er nach Marokko und von 1953 bis 1954 arbeitete er bei Jean Prouvé in Paris. Im Alter von 34 Jahren erreichte Fehn internationale Aufmerksamkeit durch seinen Entwurf für den norwegischen Pavillon auf der Weltausstellung 1958 in Brüssel. Von 1971 bis 1995 lehrte Fehn als Professor an der Oslo School of Architecture and Design.
Fehn war Mitglied des Congrès Internationaux d’Architecture Moderne.

## Architektursprache
Die Architektur von Sverre Fehn ruft die Grundformen und einfachsten Prinzipien auf. In den 1960er-Jahren kennzeichneten klare, orthogonale und kompakte Grundrissdispositionen seine Entwürfe. Später wurden seine Bauten freimütiger, trotzdem gab es mit der scharfen Kritik der Postmodernisten einen Bruch in seiner Karriere.

## Bauten
- 1958: Norwegischer Pavillon, Weltausstellung, Brüssel
- 1958–1962: Nordischer Pavillon Biennale, Venedig
- 1967–1979: Hamar Bispegard Museum, Hamar
- 1987: Tegelsteinhuset, Bærum
- 1992: Norwegisches Gletschermuseum, Fjærland
- 1992–1996: Aukrust Museum, Alvdal

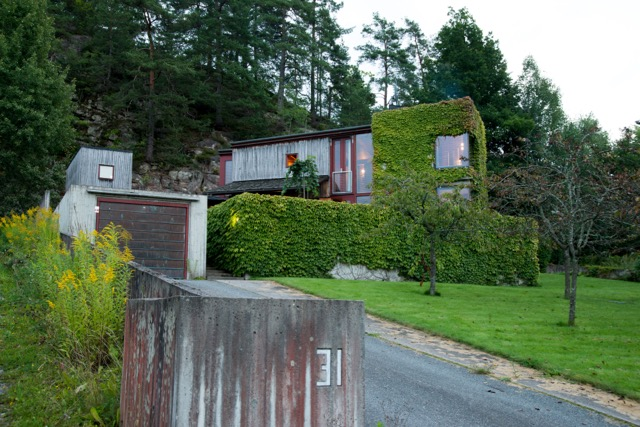
Villa Holme
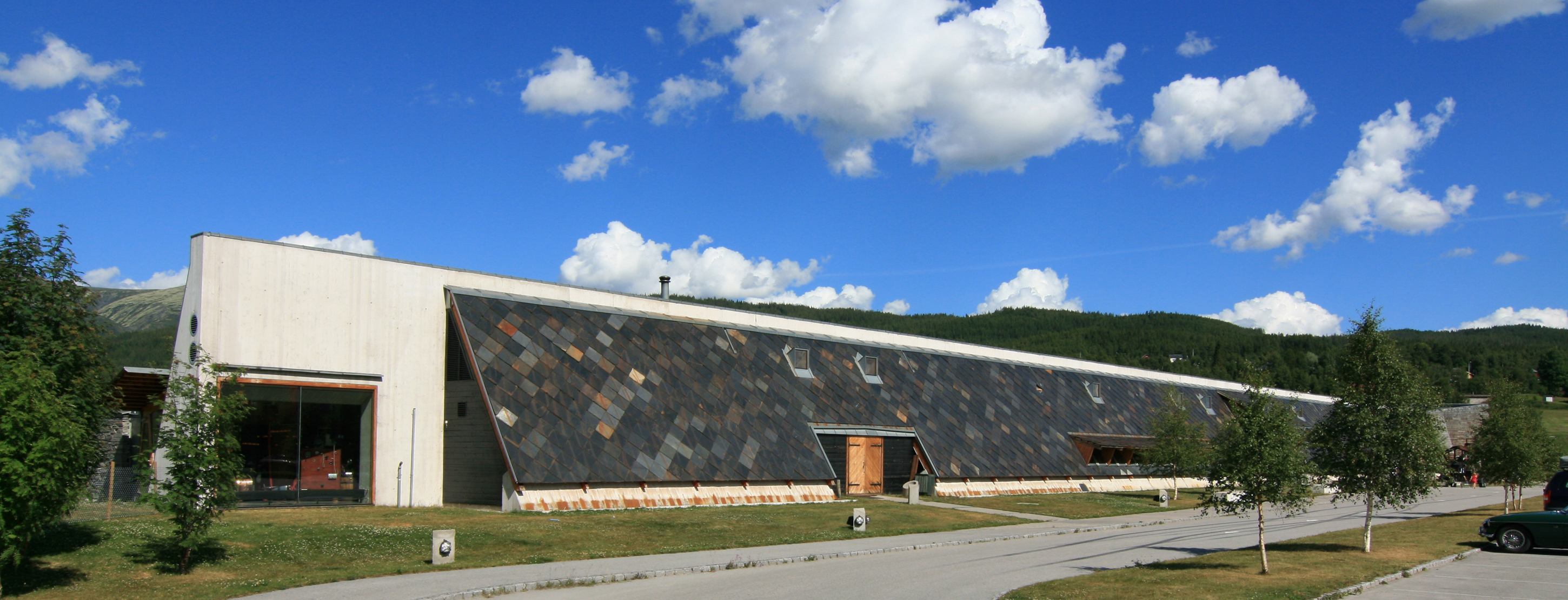
Aukrust Museum in Alvdal, 1992–1996
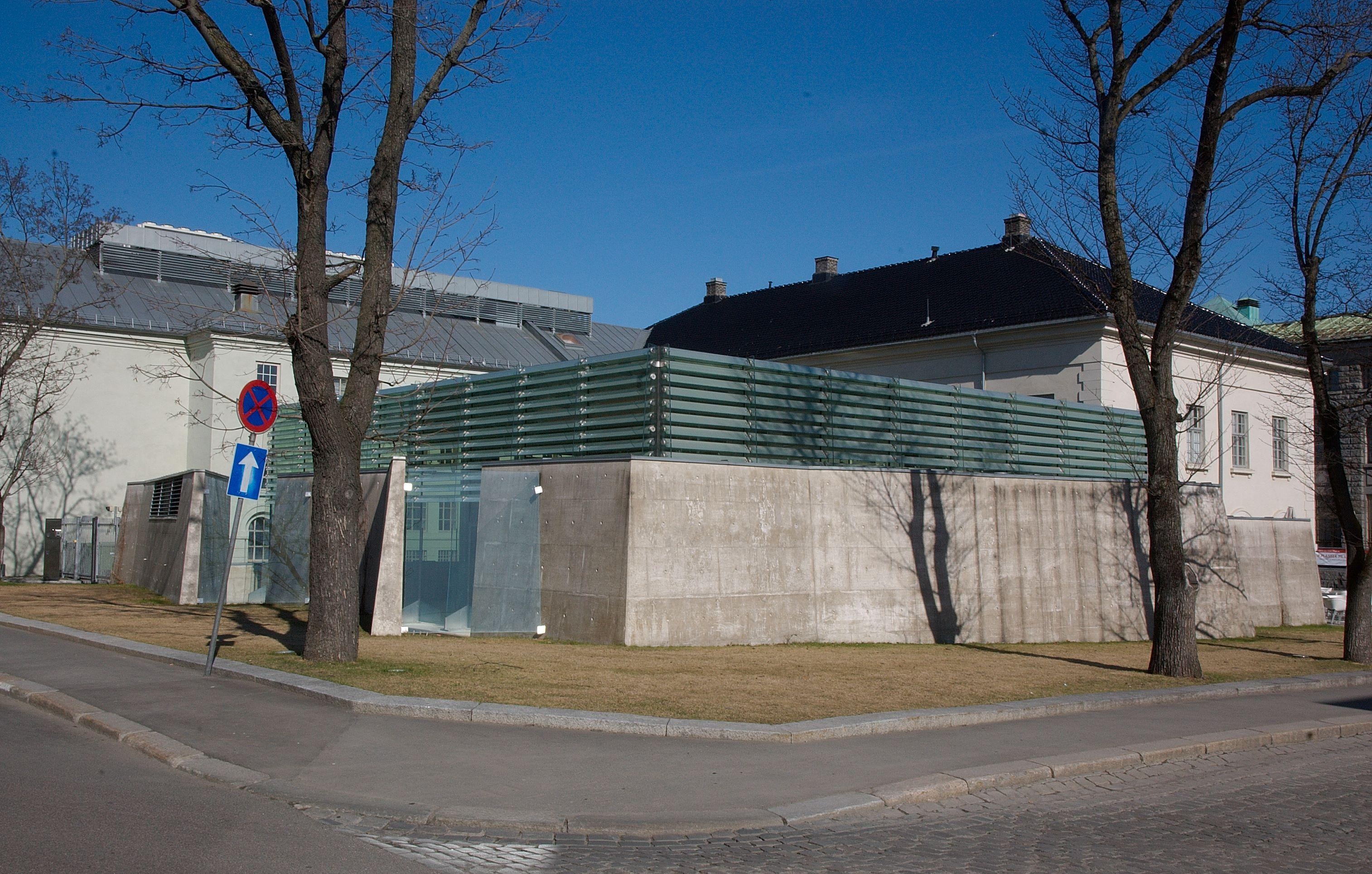
Museum
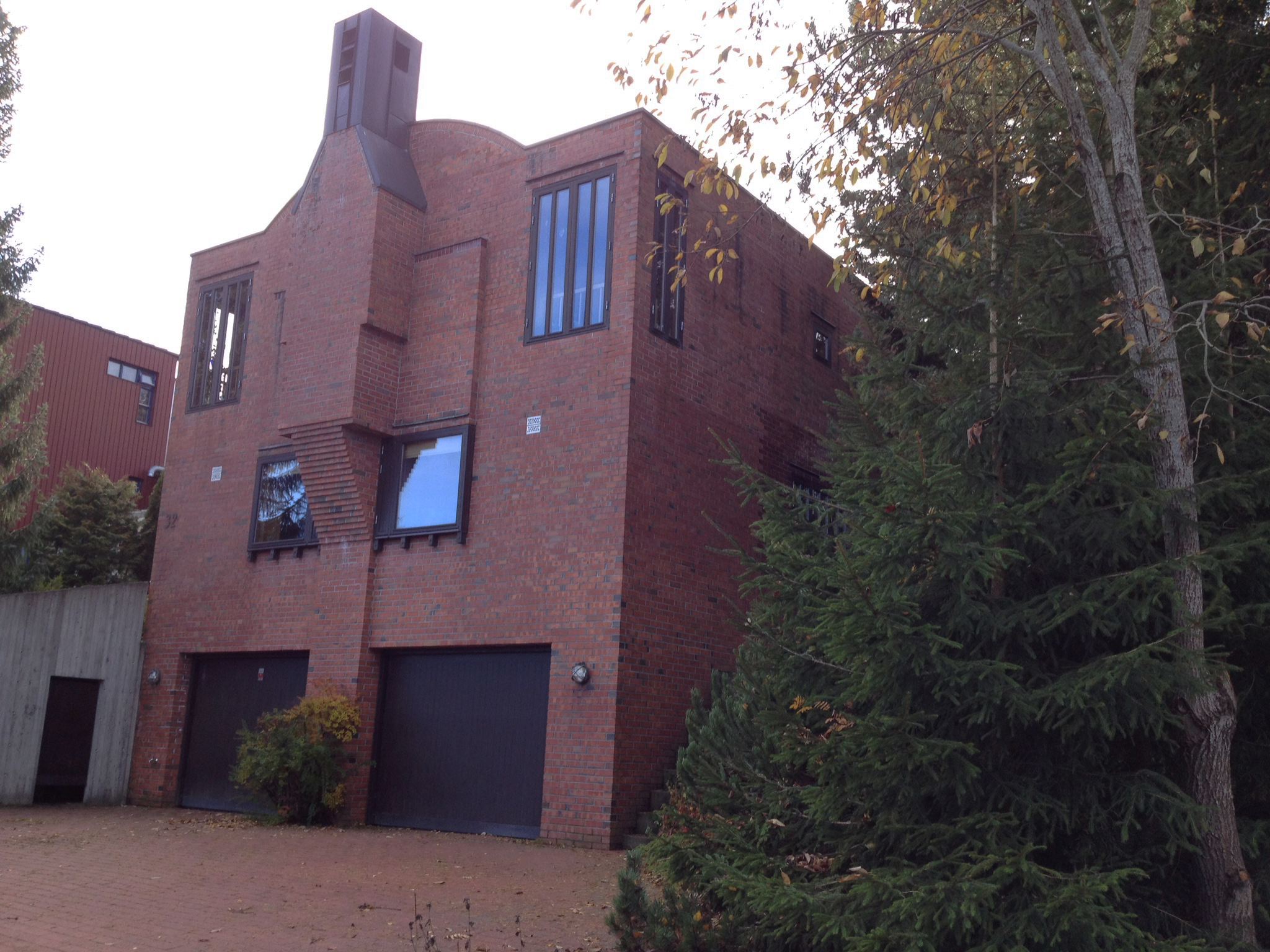
Teglsteinshuset
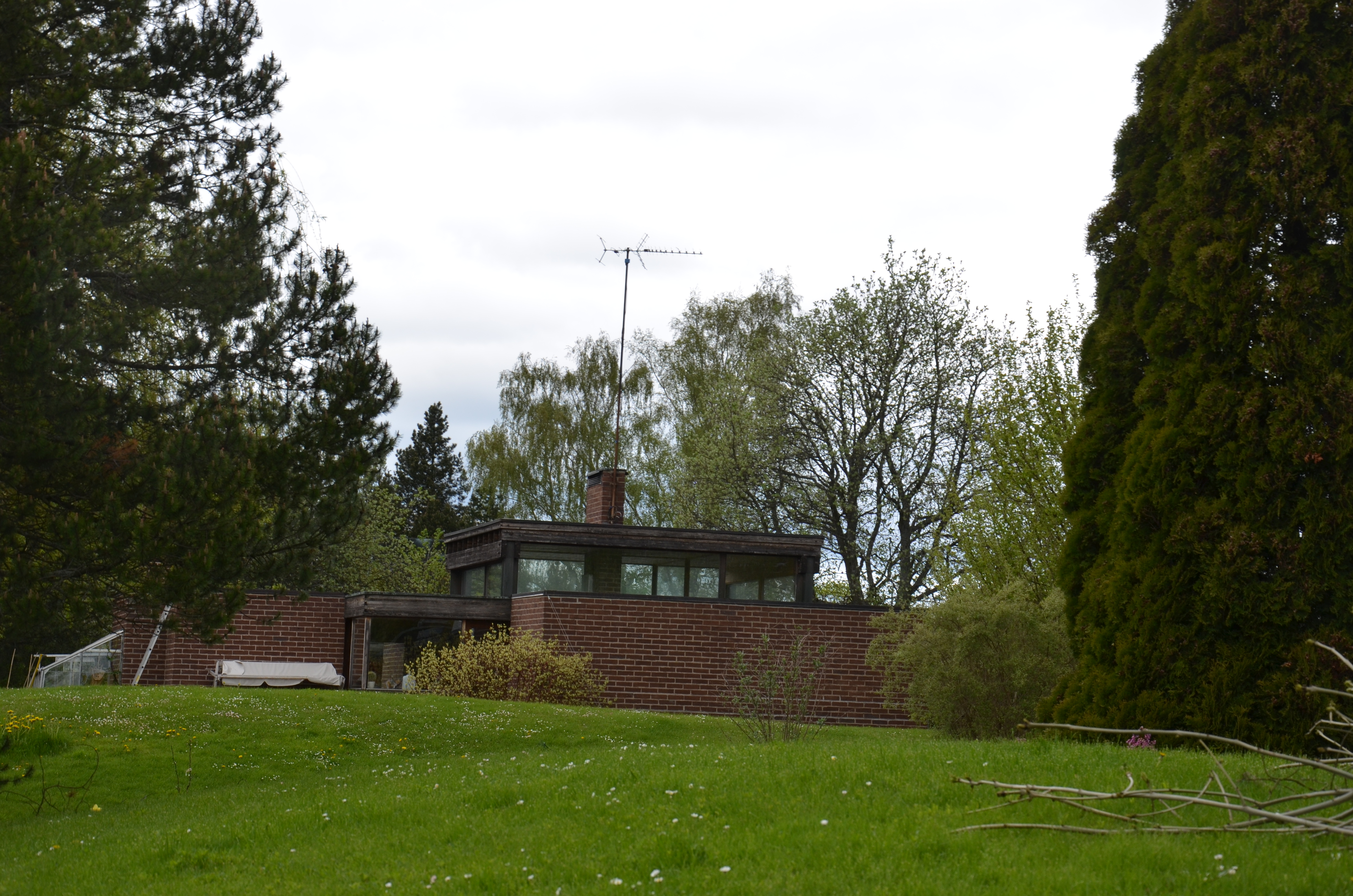
Villa Norrköping
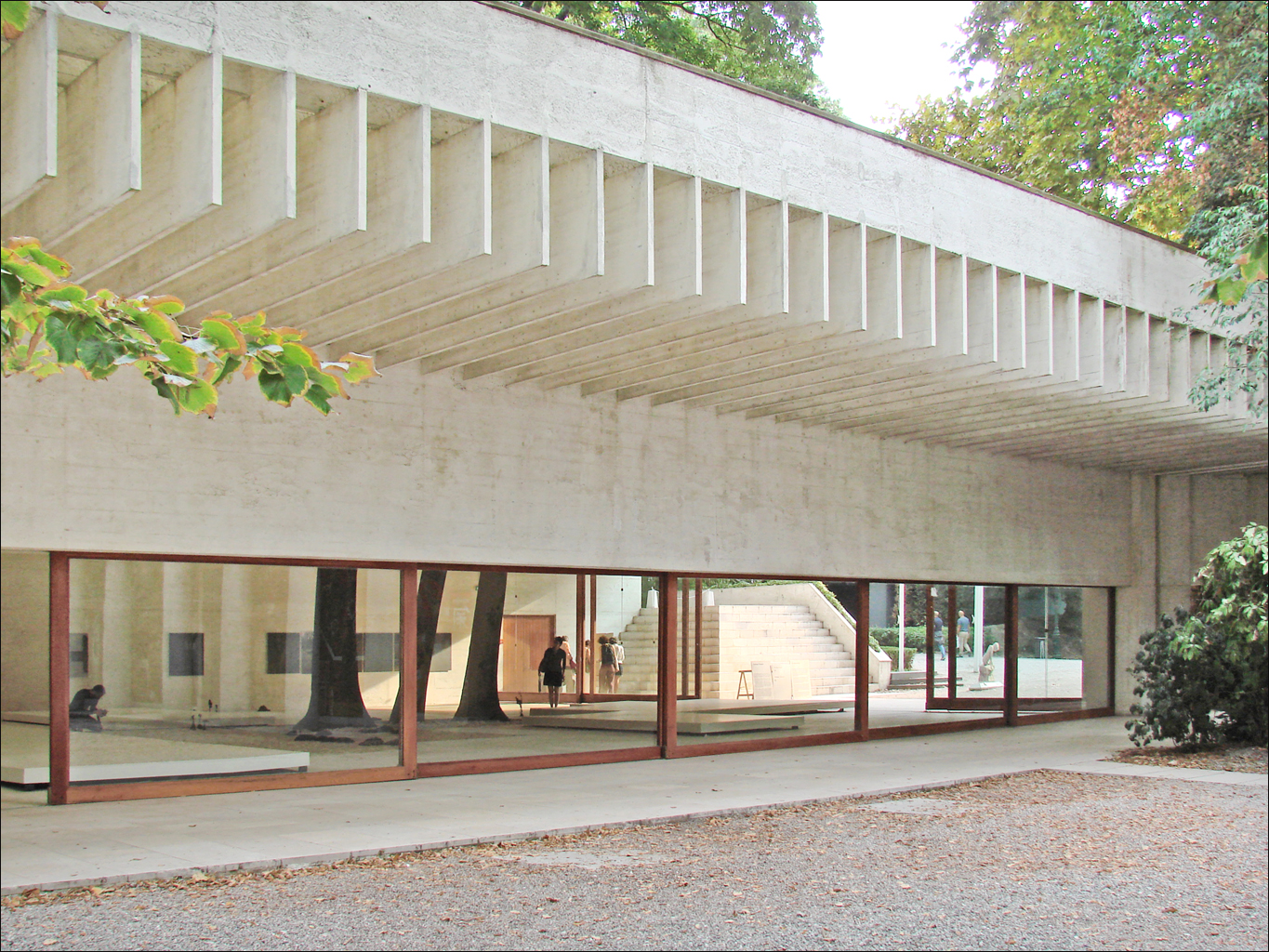
Nordischer Pavillon, Biennale
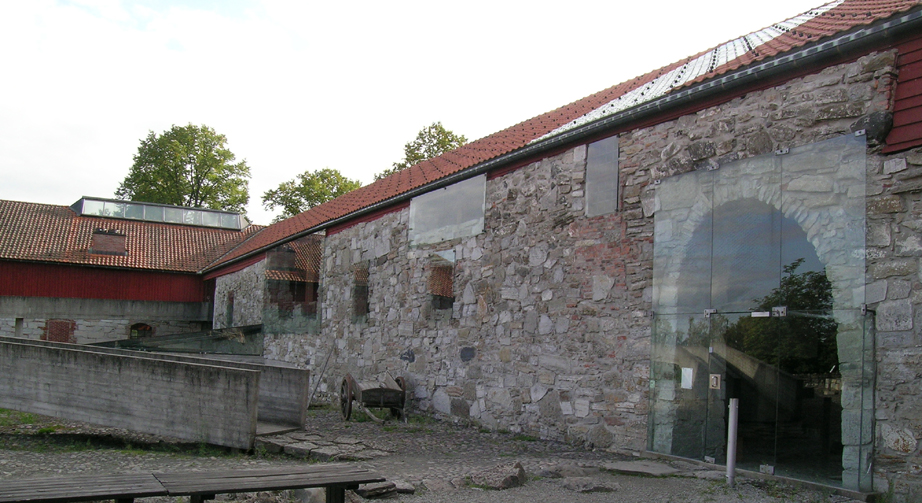
Bischofsresidenz Hamar
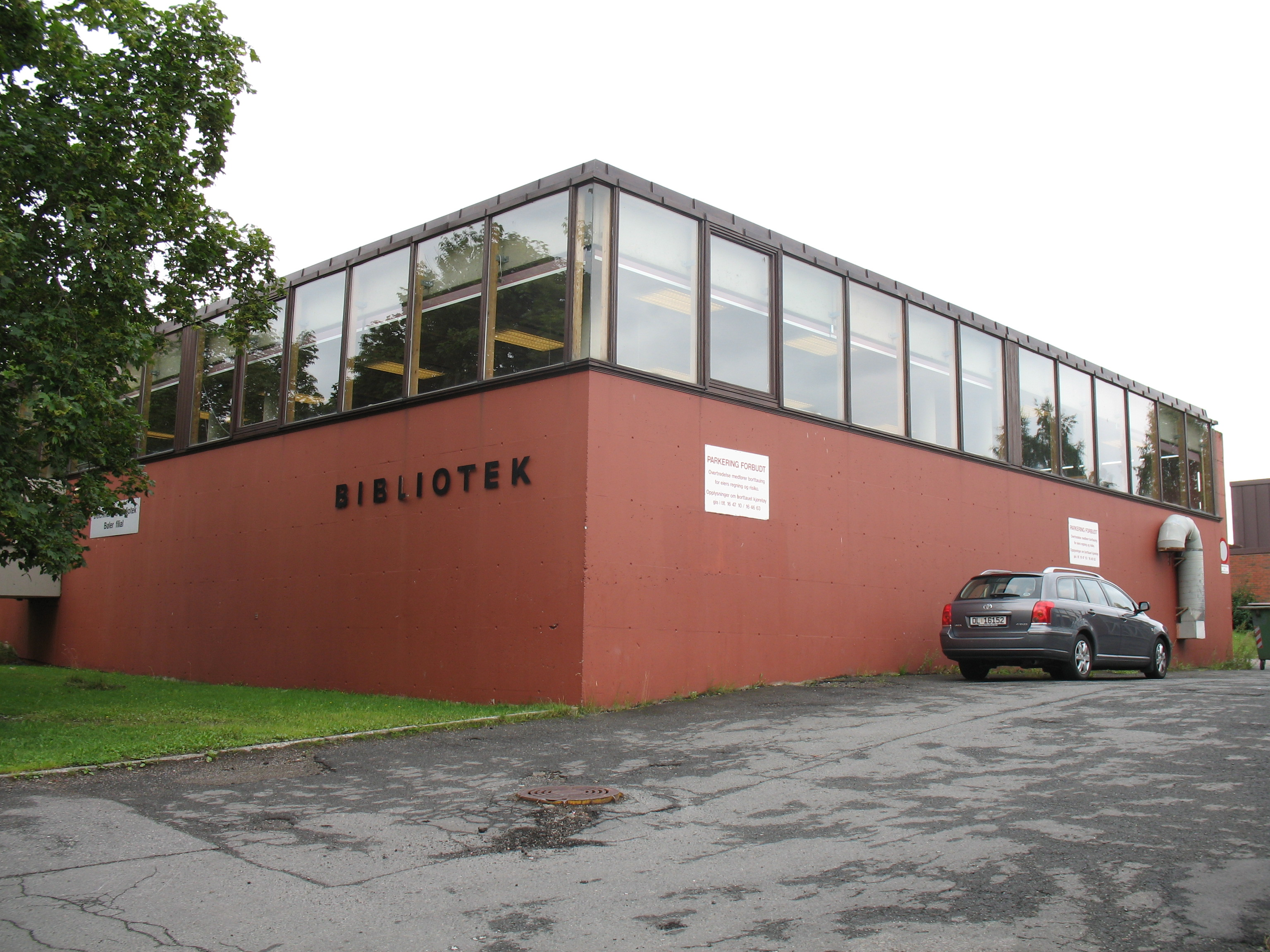
Bøler Bibliothek

## Auszeichnungen und Preise
- 1976: Betongtavlen
- 1992: Betongtavlen
- 1997: Pritzker-Preis
- 1997: Heinrich-Tessenow-Medaille
- 1998: Norsk kulturråds ærespris
- 2000: Betongtavlen
- 2007: Sundts premie
- 2008: Betongtavlen
- 2009: Betongtavlen
- Ehrenmitgliedschaft des Bund Deutscher Architekten

## Ehemalige Assistenten
- Neven Mikac Fuchs